# Молодша сестра
«Молодша сестра» — радянський художній фільм 1978 року, знятий режисером Заалом Какабадзе на кіностудії «Грузія-фільм».

## Сюжет
Молодша сестра Іато тікає з дому, щоб замінити в ансамблі «Іверія» для всіх невідому співачку Манану Чівадзе, яка разом із чоловіком, моряком далекого плавання, хоче провести медовий місяць далеко від концертної метушні. Ансамбль, який готується до спільних гастролей із Московським танцювальним колективом «Сувенір», приймає Іато, думаючи, що вона Манана. В цей час старша сестра піднімає на ноги всю міліцію, щоб розшукати втікача. Після веселих непорозумінь, все з'ясовується.

## У ролях
- Майя Канкава — Іато Капіліані
- Мамука Мазаврішвілі — Дмитро Вачнадзе, співробітник карного розшуку, практикант
- Баадур Цуладзе — капітан міліції Модебадзе
- Манана Сурмава — Магда Капліані, старша сестра Іато, наречена Ачіко
- Наталія Долгова — танцівниця
- Марина Кахіані — Манана Чивадзе, співачка
- Резо Імнаїшвілі — Ачіко
- Дато Абуладзе — Євген Беркая, соліст ВИА «Іверія»
- Йосип Джачвліані — Каха, моряк, чоловік Манани Чивадзе
- Вахтанг Татішвілі — адміністратор ВІА «Іверія»
- Теймураз Ціклаурі — Тимур Ціклаурі, соліст ВІА «Іверія»
- Луїза Кобаладзе — солістка ансамблю «Іверія»
- Андро Кобаладзе — полковник міліції
- Манана Данелія — епізод
- Нугзар Квашалі — конферансьє
- Картлос Марадішвілі — міліціонер
- Манучар Шервашидзе — житель курортного містечка
- Манана Тодадзе — солістка ансамблю «Іверія»
- Тамара Голованова — епізод

## Знімальна група
- Режисер — Заал Какабадзе
- Сценарист — Анзор Салуквадзе
- Оператори — Павло Шнайдер, Юрій Кікабідзе
- Композитор — Олександр Басілая
- Художник — Микола Зандукелі